# 미세스 아메리카
《미세스 아메리카》(영어: Mrs.America)는 FX on Hulu에서 2020년 4월 15일부터 5월 27일까지 방영한 미국 드라마이다.
1970년대 미국 정치판을 뒤흔든 요주의 인물 '필리스 슐래플리'의 실화를 다룬 내용으로 총 9개의 에피소드이다. 케이트 블란쳇이 에미상 여우 주연상 후보로 오른 작품으로 주목을 받았으며, 국내에서는 2020년 8월 29일 왓챠에서 독점 공개 되었다.

## 시놉시스
'내 특권을 빼앗지 마'
멋진 남편과 사랑스러운 여섯 아이, 모두가 부러워할 완벽한 가정을 이룬 '필리스 슐래플리'에게 딱 하나 아쉬운 게 있다면, 그녀보다 멍청한 사람들이 득실거리는 워싱턴 정계 어디에도 그녀의 자리가 없다는 것. 정치학 학위에 집필한 책까지 있는 자신이 양복만 입고 답답하게 구는 사람들 사이에서 서기 노릇이나 해야 하는 사실에 한숨만 나온다.
그때 사다리를 오를 수 있는 방법 하나가 눈에 띄는데... 바로 성평등 헌법수정안(ERA)!
필리스는 양쪽 진영 모두가 매달리고 있는 이 법안이 자신의 정치 인생을 바꿀 지름길임을 직감하고 자신만의 치밀한 전략으로 싸움을 준비한다. 모두가 법안 통과를 확신했던 순간, 미국의 정치사를 퇴보의 길로 이끈 그녀의 이야기가 지금 시작된다.

## 등장인물
- 필리스 슐래플리 (케이트 블란쳇) : 'STOP ERA' 캠페인을 설립하여 활동하는 미국 보수 진영 극우 활동가이다.
- 글로리아 스타이넘 (로즈 번) : 잡지 미스(Ms.) 편집장, 언론인, 사회운동가이다.
- 베티 프리던 (트레이시 울만) : <여성의 신비>저자, 여성운동가, 전미여성협회 초대회장이다.
- 셜리 치점 (우조 압두바) : 민주당 대통령 경선 후보자이다.
- 벨라 앱저그 (마고 마틴데일) :하원의원이자 전국여성정치회의 창립자이다.